# Edizioni Ottaviano
Edizioni Ottaviano è stata una casa editrice italiana che ha operato a Milano negli anni Settanta.

## Storia
La Edizioni Ottaviano si era specializzata nella produzione di fumetti e usava questo mezzo per testi, anche impegnati, attribuendo a tale mezzo una capacità di esprimere contenuti, di solito affidati a testi scritti.
Nata da un gruppo di studenti milanesi che avevano fondato e diretto la Celuc, una cooperativa per la pubblicazione di dispense e testi universitari, scopre il mondo dei fumetti con il testo Conoscete Carlo Marx traduzione dallo spagnolo del testo di Rius (pseudonimo del fumettista messicano Eduardo del Rio). Prosegue nel filone con l'opera di Ro Marcenaro che pubblica una riduzione a fumetti del Manifesto comunista di Marx-Engels.
Nel 1979, le Edizioni Ottaviano varano la collana Musicomix, biografie a fumetti dei big del Jazz e del Rock raccontate con il piglio della controcultura sessantottina. Ideatori della collana sono Lillo Gullo e Angelo Leonardi, autori anche delle sceneggiature dei primi tre titoli: Gato Barbieri, Rolling Stones, Charlie Parker: quest'ultimo volume, impreziosito della prefazione di Carlos Sampayo, sceneggiatore del fumetto cult Alack Sinner, viene anche tradotto e pubblicato in Francia dalle Edizioni Desiba.
Ottaviano pubblica anche l'opera prima di Jacopo Fo   Se ti Muovi ti Stato!  con prefazione di G. B. Lazagna.

## Opere pubblicate
- Rius, Conoscete Carlo Marx, 1974[1]
- Rius, Conoscete Cuba Libre?, traduzione dallo spagnolo di Maristella e Rocco, 1974
- Giuliana Maldini, Qui regna Amore: riflessioni tragicomiche sulla condizione della donna, prefazione di Natalia Aspesi, 1975
- Toti Buratti, Compagni di Scuola, 1975
- Rius, Cristo in carne ed ossa, 1975
- Jacopo Fo, Se ti muovi ti Stato!, prefazione di G. B. Lazagna
- Ro Marcenaro, riduzione a fumetti del Manifesto comunista di Marx-Engels, 1976
- Rius, Il genocidio pacifico, 1976
- Rius, Lenin e la Rivoluzione, 1976
- Oski, La vera storia delle Indie, traduzione dallo spagnolo di Gianni Guadalupi
- Oski, Il libro dello Sport, 1976
- Dario Fo e Jacopo Fo, Poer nano, 1976
- Lydia Sansoni e Magda Simola, La prima è stata Lilith, 1976
- Cinzia Ghigliano e Marco Tomatis, L'Italia l'è malada: le canzoni dell'altra storia, 1976
- Max Capa, Marina Mele, Donatella Berra, Le magie del multirobot capitale, 1976
- Il crudele e il politico, Antologia di Ca Balà a cura del Gruppo Stanza in coedizione con Centro di Documentazione di Pistoia, 1977
- Graziano Origa, Enciclopedia del Fumetto, due volumi, 1977
- Antonia Torchi e Carlo Tunioli, Europa alternativa, 1977
- Lorenzo Mattotti, riduzione a fumetti di Hucleberry Finn, di Mark Twain, 1978
- Luca Novelli, Viaggio al centro della cellula, 1978
- Lillo Gullo e Angelo Leonardi, Gato Barbieri, disegni di Fabio Visintin, 1979
- Lillo Gullo e Angelo Leonardi, Rolling Stones, disegni di Max Longo, 1979
- Lillo Gullo e Angelo Leonardi, Charlie Parker, disegni di Gaspare e Gaetano Cassaro, 1980
- Matteo Guarnaccia e Antonio Tettamanti, Bob Dylan, 1980